# 黒田茂子
黒田 茂子（くろだ しげこ、1897年〈明治30年〉5月29日 - 1991年〈平成3年〉6月26日）は、日本の元皇族。黒田長礼侯爵夫人。閑院宮載仁親王の第2女子。母は、三条実美公爵令嬢・智恵子。旧名は、茂子女王（しげこじょおう）。皇籍離脱前の身位は女王で、皇室典範における敬称は殿下。

## 人物
1897年（明治30年）5月29日、閑院宮載仁親王と同妃智恵子の第2女子（第3子）として誕生。1914年（大正3年）1月21日、黒田長礼（黑田長禮、黒田長成侯爵の嫡男）に降嫁した。1978年（昭和53年）4月16日に夫・長礼が没した後、茂子は「黒田家什宝は美術工芸品であっても、郷土福岡との関連において役立てるべき歴史的文化財である」ため、それらを故郷に帰すという亡夫の遺志を継ぎ、同年9月19日に国宝・漢委奴国王印をはじめ黒田家に伝来した文化財や歴史資料を『黒田資料』として一括して福岡市へ寄贈した。『黒田資料』はその後、美術的価値の高いものが福岡市美術館に、歴史的価値の高いものが福岡市博物館に分けられて収蔵・展示されている。1991年（平成3年）6月26日、東京都港区にて逝去。94歳没。

## 親族
- 父：閑院宮載仁親王
- 母：載仁親王妃智恵子
- 兄弟姉妹：篤仁王 - 恭子女王 - 茂子女王 - 季子女王 - 春仁王 - 寛子女王 - 華子女王
- 夫：黒田長礼（黑田長禮、黒田長成侯爵の嫡男）
- 子女：
  - 長男：黒田長久
  - 長女：前田政子 - 前田利建（加賀前田家第17代当主）夫人
  - 次女：山内光子 - 山内豊秋（土佐山内家第18代当主）夫人

## 栄典
- 1914年（大正3年）1月12日 - 勲二等宝冠章[5]